# ショーン・レイ
ショーン・レイ（Shawn Ray、1965年9月9日 -）は、アメリカ合衆国カリフォルニア州フラートン出身の、1980年代から2000年代初頭に活躍したボディビルダー。

## 来歴
大学入学を機に何となくトレーニングジムに通い始めたレイはフィットネスの才能を自覚し、本格的にトレーニングを開始して数ヶ月でボディビルデビュー。
短期間の内に数々の大会で入賞を重ねたことに対して自分自身が一番驚いていた。1987年IFBBプロカード取得。
最高位は1994年、1996年のミスター・オリンピア2位。2001年引退。
引退後はボディビル関連の執筆活動、タレント活動などを行っている。
2003年に結婚し、後に2人の娘を儲けた。

## 人物
ミスター・オリンピア優勝歴こそは無いが、リー・ヘイニー、ドリアン・イエーツ、ナッサー・エル・ソンバティなどの強豪がひしめく「ボディビル黄金期」を戦い抜いた選手であった。
現役時代には、特定のトレーニング方法に拘らず、様々な手法や理論を取り入れていた。
食事は増量期、減量期に関わらずクリーンバルクを心掛けていた。